# Ephippiochthonius fuscimanus
Espèce
Synonymes
- Chthonius tetrachelatus fuscimanus Simon, 1900
- Chthonius fuscimanus Simon, 1900
- Chthonius austriacus Beier, 1931

Ephippiochthonius fuscimanus est une espèce de pseudoscorpions de la famille des Chthoniidae.

## Distribution
Cette espèce se rencontre en Italie, en Allemagne, de Autriche et en Tchéquie,.

## Description
Les mâles mesurent de 1,5 à 2,0 mm et les femelles de 1,9 à 2,4 mm.

## Publication originale
- Simon, 1900 : Studio sui Chernetes Italiani conservati nel Museo Civico di Genova. II. Annali del Museo Civico di Storia Naturale di Genova, sér. 2, vol. 20, p. 593-595 (texte intégral).